# ماندالگار
ماندالگار (به انگلیسی: Mandalgarh) یک منطقهٔ مسکونی در هند است که در بخش بهیلوارا واقع شده‌است. ماندالگار ۱۳٬۸۴۴ نفر جمعیت دارد و ۳۸۲ متر بالاتر از سطح دریا واقع شده‌است.